# Kirstine Nolfi

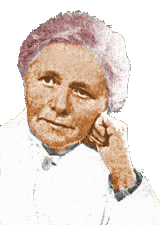
Kirstine Nolfi

Kirstine Nolfi (1881 – 1957) was een Deense arts en bepleiter van levend voedsel.

## Genezing van kanker
Nolfi ontdekte in 1941 een gezwel in haar rechterborst, wat een kwaadaardige tumor bleek te zijn. Haar behandelend arts ontraadde haar een biopsie. Door een biopsie zou de bloedstroom geactiveerd worden en zouden metastasen kunnen optreden. Op advies van de Zwitserse arts Bircher Benner paste ze haar voedingspatroon aan. Ze at alleen nog rauwe, onbewerkte voeding. De tumor verdween, slechts littekenweefsel bleef achter. Haar verklaring hiervoor was dat de resterende kankercellen bijeengehouden werden door het bindweefsel. 

## Kritiek
Collega-artsen zagen dit niet als bewijs voor de werkzaamheid van deze therapie en zetten haar uit haar ambt. Overtuigd van de kracht van levend voedsel bleef ze desondanks haar overtuiging uitdragen.

## Sanatorium
Nolfi richtte het sanatorium Humlegaarden op in het plaatsje Humlebaek, ongeveer 50 kilometer ten noorden van Kopenhagen. Hier ondergingen duizenden mensen ter genezing en voorkoming van kanker en andere degeneratieve ziekten het levend voedsel-dieet en andere natuurlijke therapieën, zoals zonnebaden, slapen in de buitenlucht, voldoende beweging en ontspanning.
Knoflook was volgens haar het beste medicijn, vanwege de stof allicine. Deze heeft een antibacterieel effect.
Nolfi beschreef haar ervaringen en die van anderen in het boek Levende føde (1944). De eerste druk van de Nederlandse vertaling verscheen in 1950 onder de titel Levend voedsel.
Humlegaarden bestaat nog steeds en er worden nog altijd patiënten met kanker behandeld.